# Letnie Grand Prix w skokach narciarskich w Zakopanem
Letnie Grand Prix w skokach narciarskich w Zakopanem – zawody w skokach narciarskich, przeprowadzane w ramach Letniej Grand Prix w skokach narciarskich, od 11. edycji w 2004 roku. Areną zmagań jest Wielka Krokiew w Zakopanem, na której od roku 1980 gości uczestników Pucharu Świata.

## Historia
W premierowym konkursie na Wielkiej Krokwi najlepszy okazał się Polak - Adam Małysz. Dzień później rywalizację drużynową wygrali Norwegowie, a Daniel Forfang skokiem na 139,5 m ustanowił letni rekord obiektu. Rok później w zimowej stolicy Polski triumfował reprezentant Czech - Jakub Janda.
W 2006 roku ponownie w Zakopanem najlepszy okazał się Adam Małysz. W następnej edycji Letniej Grand Prix na Wielkiej Krokwi rozegrano dwa konkursy. Zakończyły się one zwycięstwami Austriaka Thomasa Morgensterna i Adama Małysza. Polak w drugim konkursie wyrównał letni rekord obiektu.
W 2008 roku rozegrano dwa konkursy w jednym dniu. W obu najlepszy okazał się Gregor Schlierenzauer. W jednym konkursie na 3 miejscu uplasował się Łukasz Rutkowski. Austriak triumfował również w 2009 roku w sobotnich zawodach. W niedzielę zwyciężył Anders Jacobsen z Norwegii.
W 2011 roku na Wielkiej Krokwi odbyły się dwa konkursy (indywidualny i drużynowy) w ramach Lotos Poland Tour. Indywidualnie najlepszy był Thomas Morgenstern. Zwyciężył on również wraz z drużyną Austrii w rywalizacji zespołowej.
Cztery lata później zaplanowano konkurs na dzień 2 sierpnia, jednak został on odwołany z powodu złego stanu technicznego skoczni.

## Podia poszczególnych konkursów LGP w Zakopanem
| Lp  | Data             | Skocznia       | HS    | Uwagi             | 1. miejsce                                                                                      | 2. miejsce                                                                                              | 3. miejsce                                                                                                |
| --- | ---------------- | -------------- | ----- | ----------------- | ----------------------------------------------------------------------------------------------- | --- | --- |
| 1.  | 4 września 2004  | Wielka Krokiew | HS134 | nocny             | Adam Małysz                                                                                     | Robert Kranjec                                                                                          | Jakub Janda Bjørn Einar Romøren                                                                           |
| 2.  | 5 września 2004  | Wielka Krokiew | HS134 | druż.             | Norwegia 1. Daniel Forfang · 2. Roar Ljøkelsøy · 3. Tommy Ingebrigtsen · 4. Bjørn Einar Romøren | Austria 1. Andreas Widhölzl · 2. Reinhard Schwarzenberger · 3. Thomas Morgenstern · 4. Martin Höllwarth | Japonia 1. Kazuyoshi Funaki · 2. Akira Higashi · 3. Daiki Itō · 4. Noriaki Kasai                          |
| 3.  | 27 sierpnia 2005 | Wielka Krokiew | HS134 | nocny             | Jakub Janda                                                                                     | Thomas Morgenstern                                                                                      | Wolfgang Loitzl                                                                                           |
| 4.  | 26 sierpnia 2006 | Wielka Krokiew | HS134 | nocny             | Adam Małysz                                                                                     | Gregor Schlierenzauer                                                                                   | Jernej Damjan Anders Bardal                                                                               |
| 5.  | 24 sierpnia 2007 | Wielka Krokiew | HS134 | nocny             | Thomas Morgenstern                                                                              | Wolfgang Loitzl                                                                                         | Adam Małysz                                                                                               |
| 6.  | 25 sierpnia 2007 | Wielka Krokiew | HS134 | nocny             | Adam Małysz                                                                                     | Thomas Morgenstern                                                                                      | Wolfgang Loitzl                                                                                           |
|     | 29 sierpnia 2008 | Wielka Krokiew | HS134 | nocny             | odwołany                                                                                        | odwołany                                                                                                | odwołany                                                                                                  |
| 7.  | 30 sierpnia 2008 | Wielka Krokiew | HS134 | [ b ]             | Gregor Schlierenzauer                                                                           | Michael Uhrmann                                                                                         | Simon Ammann                                                                                              |
| 8.  | 30 sierpnia 2008 | Wielka Krokiew | HS134 | nocny             | Gregor Schlierenzauer                                                                           | Michael Uhrmann                                                                                         | Łukasz Rutkowski                                                                                          |
| 9.  | 22 sierpnia 2009 | Wielka Krokiew | HS134 | nocny             | Gregor Schlierenzauer                                                                           | Johan Remen Evensen                                                                                     | Adam Małysz                                                                                               |
| 10. | 23 sierpnia 2009 | Wielka Krokiew | HS134 | -                 | Anders Jacobsen                                                                                 | Gregor Schlierenzauer                                                                                   | Johan Remen Evensen                                                                                       |
| 11. | 22 lipca 2011    | Wielka Krokiew | HS134 | nocny, druż., LPT | Austria 1. Wolfgang Loitzl · 2. Martin Koch · 3. Gregor Schlierenzauer · 4. Thomas Morgenstern  | Niemcy 1. Martin Schmitt · 2. Stephan Hocke · 3. Richard Freitag · 4. Severin Freund                    | Rosja 1. Dienis Korniłow · 2. Dmitrij Ipatow · 3. Ilja Roslakow · 4. Pawieł Karielin                      |
| 12. | 23 lipca 2011    | Wielka Krokiew | HS134 | LPT               | Thomas Morgenstern                                                                              | Gregor Schlierenzauer                                                                                   | Kamil Stoch                                                                                               |
| 13. | 17 sierpnia 2019 | Wielka Krokiew | HS140 | druż.             | Japonia 1. Naoki Nakamura · 2. Keiichi Satō · 3. Yukiya Satō · 4. Junshirō Kobayashi            | Polska 1. Piotr Żyła · 2. Jakub Wolny · 3. Kamil Stoch · 4. Dawid Kubacki                               | Norwegia 1. Halvor Egner Granerud · 2. Thomas Aasen Markeng · 3. Marius Lindvik · 4. Johann André Forfang |
| 14. | 18 sierpnia 2019 | Wielka Krokiew | HS140 | -                 | Kamil Stoch                                                                                     | Dawid Kubacki                                                                                           | Yukiya Satō                                                                                               |